# إيمفورا (فلم)
إيمفورا (بالإنجليزية: Imfura)، هُو فيلم وثائقي رواندي صدر سنة 2017 وأخرجه Samuel Ishimwe.

## وصلات خارجية
- إيمفورا  في قاعدة بيانات الأفلام على الإنترنت (بالإنجليزية)